# Méricourt-sur-Somme
Méricourt-sur-Somme foi uma comuna francesa na região administrativa de Altos da França, no departamento de Somme. Estendia-se por uma área de 7,14 km². Em 2010 a comuna tinha 191 habitantes (densidade: 26,8 hab./km²).
Em 1 de janeiro de 2017, passou a formar parte da nova comuna de Étinehem-Méricourt.